# Пінк-Гілл (Північна Кароліна)
Пінк-Гілл (англ. Pink Hill) — місто (англ. town) в США, в окрузі Ленуар штату Північна Кароліна. Населення — 451 особа (2020).

## Географія
Пінк-Гілл розташований за координатами 35°3′22″ пн. ш. 77°44′37″ зх. д. / 35.05611° пн. ш. 77.74361° зх. д. (35.056219, -77.743695).  За даними Бюро перепису населення США в 2010 році місто мало площу 1,22 км², уся площа — суходіл.

## Демографія
Згідно з переписом 2010 року, у місті мешкали 552 особи в 212 домогосподарствах у складі 145 родин. Густота населення становила 454 особи/км².  Було 240 помешкань (197/км²).
Расовий склад населення:
| - 55,4 % — білих - 28,8 % — чорних або афроамериканців - 15,0 % — осіб інших рас |

До двох чи більше рас належало 0,7 %. Частка іспаномовних становила 20,3 % від усіх жителів.
За віковим діапазоном населення розподілялося таким чином: 25,9 % — особи молодші 18 років, 56,7 % — особи у віці 18—64 років, 17,4 % — особи у віці 65 років та старші. Медіана віку мешканця становила 37,3 року. На 100 осіб жіночої статі у місті припадало 93,7 чоловіків;  на 100 жінок у віці від 18 років та старших — 87,6 чоловіків також старших 18 років.
Середній дохід на одне домашнє господарство  становив 55 746 доларів США (медіана — 37 750), а середній дохід на одну сім'ю — 60 945 доларів (медіана — 39 000). За межею бідності перебувало 32,8 % осіб, у тому числі 55,0 % дітей у віці до 18 років та 20,3 % осіб у віці 65 років та старших.
Цивільне працевлаштоване населення становило 200 осіб. Основні галузі зайнятості: освіта, охорона здоров'я та соціальна допомога — 33,0 %, науковці, спеціалісти, менеджери — 11,0 %, роздрібна торгівля — 9,5 %.